# Federkielstickerei

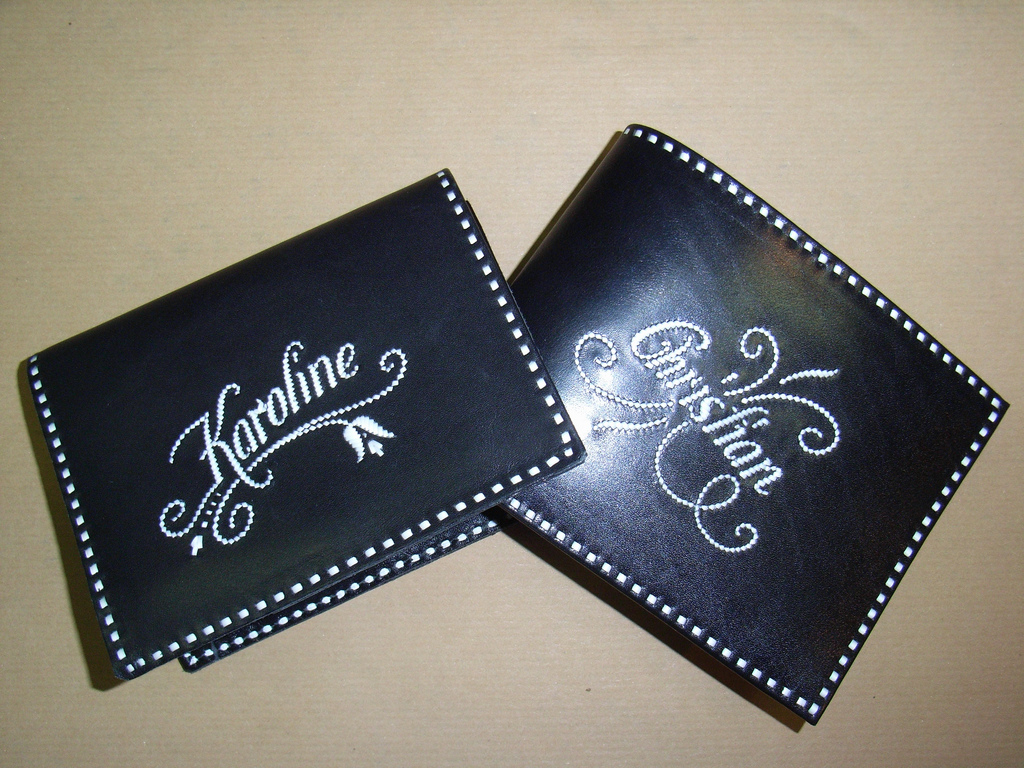
Federkielstickerei

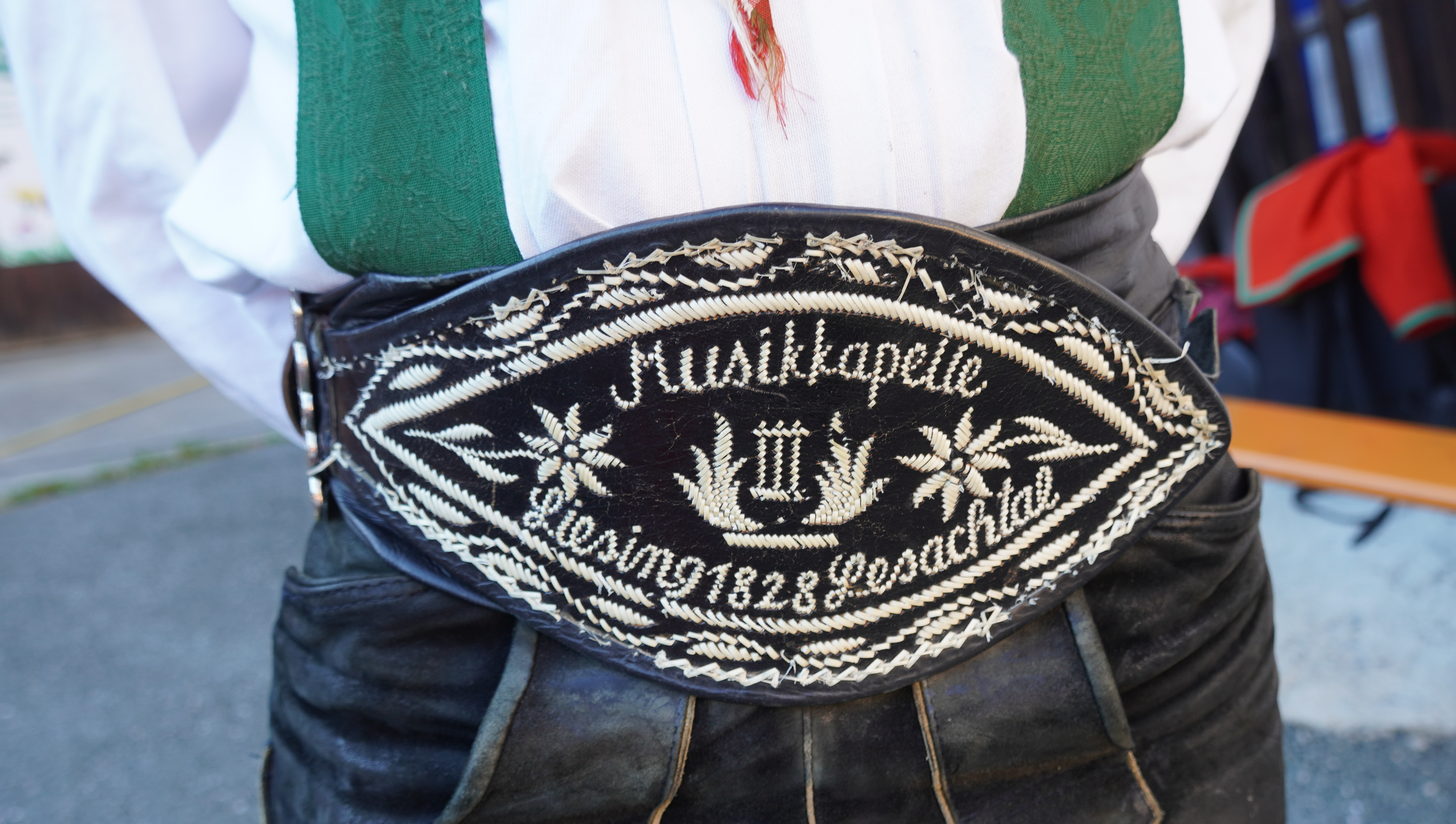
Leibgurt in Federkielstickerei, Teil der Lesachtaler Tracht, Kärnten

In der Federkielstickerei werden mit den gespaltenen Kielen der Oberschwanzfedern vom Pfau in kunstvoller Handarbeit lederne Geldtaschen, Handtaschen und andere Lederwaren bestickt.
Seine Hauptbedeutung hatte es in der zweiten Hälfte des 19. Jahrhunderts in der Anfertigung der Dekoration der Tracht, insbesondere der Träger von Lederhosen oder dem Leibgurt (Fatschen, Kraxen). Verbreitet war dieses Handwerk vor allem im Alpenraum Süddeutschlands, im Tiroler Raum, dem Salzburger Land und dem Salzkammergut. Heute ist dieses Kunsthandwerk hauptsächlich im Südtiroler Sarntal zu finden. Ein in diesem Verfahren gefertigter Trachtengurt konnte den Gegenwert eines Pferdes erreichen (das ist heutzutage mit dem Preis eines Kleinwagens zu vergleichen, und tatsächlich kann auch ein heute gefertigter Trachtengurt entsprechende Preise erreichen). Eine solche Tracht war ein beträchtliches Statussymbol. In zahlreichen Heimatmuseen des Alpenraums sind noch prachtvolle alte Stücke zu besichtigen.
Heute beherrschen nur mehr wenige Handwerker diese Fertigkeit, sind aber in Zeiten, in denen das Tragen von Tracht modern ist, gefragte Spezialisten. In Österreich wurde das Federkielsticken im Jahr 2019 in die Liste des immateriellen Kulturerbes aufgenommen.
Bei den Eskimos gibt es entsprechende Verzierungstechniken.